# Gelendzhik
Gelendzhik (tiếng Nga: Геленджик) là một thành phố Nga. Thành phố này thuộc chủ thể Krasnodar Krai. Thành phố có dân số 50.012 người (theo điều tra dân số năm 2002). Đây là thành phố lớn thứ 329 của Nga theo dân số năm 2002. Dân số qua các thời kỳ: 54,813 (Điều tra dân số 2010); 50,012 (Điều tra dân số 2002); 47,711 (Điều tra dân số năm 1989).
Gelendzhik là một thành phố nghỉ mát nằm trên vịnh Gelendzhik của Biển Đen, giữa Novorossiysk (31 km (19 dặm) về phía tây bắc) và Tuapse (93 km (58 dặm).đông nam). Vùng đô thị Greater Gelendzhik trải dài 102 km (63 dặm) dọc theo bờ biển và bao phủ một diện tích 122.754 ha (trong đó chỉ có 1.926 ha nằm trong ranh giới của nội ô Gelendzhik). 
Trong thời cổ đại, Vịnh Gelendzhik đã là địa điểm của một tiền đồn nhỏ của Hy Lạp, đã đề cập như Torikos trong Periplus Pseudo-Scylax. Nó đã không được không biết đến từ nguồn Hy Lạp, nhưng lại xuất hiện ở những người La Mã dưới tên của Pagrae tại 64 trước Công nguyên. Thuộc địa đã bị xóa sổ bởi các những người Huns xâm lược, mà đã được kế tiếp bởi các Zygii sau đó. Trong suốt thời Trung Cổ, vịnh của một số tầm quan trọng của buôn cho thương nhân Genoese gọi các ngôi làng ven biển như Maurolaca.